# Pavel Vondruška

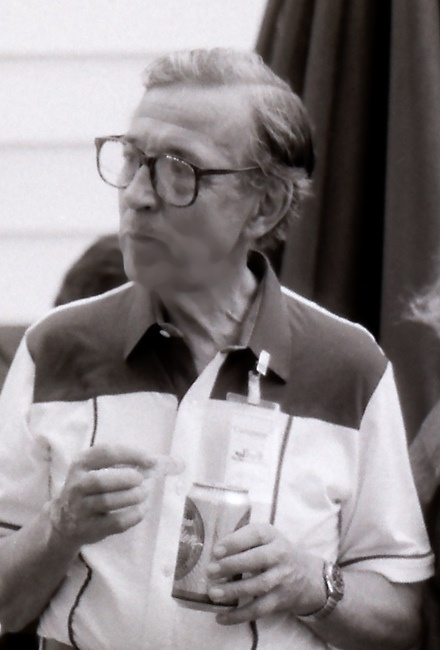
Pavel Vondruška im Jahr 1995

Pavel Vondruška (* 15. November 1925 in Budweis; † 5. Februar 2011 in Prag) war ein tschechischer Schauspieler und Musiker.

## Leben
Er wurde in České Budějovice geboren und beherrschte mehrere Fremdsprachen (Französisch, Italienisch, Spanisch, Englisch, Russisch, Deutsch, Kroatisch, Latein und Esperanto).
Er studierte am Konservatorium und studierte anschließend Dirigieren, Opernregie und Dramaturgie an der Musikakademie AMU, wo er von Karel Ančerl und Václav Talich unterrichtet wurde. Während seines Studiums war er Korrepetitor am Nationaltheater Prag und Dirigent der Prager Oper.
In den Jahren 1951 bis 1977 war er Dirigent bei:
- AUSu Symphony Orchestra
- Mährische Philharmonie Olomouc
- Staatstheater Oper Ostrava
- Oper des Musiktheaters in Karlín (im letzten Jahr gleichzeitig Korrepetitor am Nationaltheater)

Zwischen 1977 und 2009 arbeitete er am Nationaltheater, wo er das Orchester für das Schauspielprogramm leitete. Von 1977 bis 1998 war er außerdem Leiter des Theaterorchesters. Er ist als Autor bekannt und adaptierte Musik für einige Inszenierungen (z. B. Paličova dcera von Josef Kajetán Tyl). Manchmal trat er als Schauspieler in Gelegenheitsrollen für das Nationaltheater auf. Seine Tätigkeit am Nationaltheater endete am 31. Juli 2009.
In den Jahren 1969 bis 2010 war er Mitglied des Ensembles des Jára-Cimrman-Theaters – benannt nach einem nicht existierenden Dramatiker. Aufgrund seines nachlassenden Gedächtnisses verließ er dieses Theater. Er war auch an Divadlo Na Jezerce beteiligt.
Am 28. Dezember 2010 stürzte er beim Führen von Touristen schwer vom Podium des Ständetheaters. Er wurde im Motol-Krankenhaus stationär aufgenommen und an lebenserhaltende Maßnahmen angeschlossen. Am Abend des 5. Februar 2011 starb er im Krankenhaus in Prag.